# Бённингхаузен, Герман фон
Герман фон Бённингхаузен (нем. Hermann von Bönninghausen; 24 июля 1888, Бохольт, Пруссия — 26 января 1919, Дюссельдорф, Рейнская провинция) — немецкий легкоатлет, выступавший в беге на короткие дистанции, барьерном беге и прыжках в длину. Участник летних Олимпийских игр 1908 и 1912 годов.

## Биография
Герман фон Бённингхаузен родился 24 июля 1888 года в немецком городе Бохольт.
Выступал в легкоатлетических соревнованиях за «Пройсен» из Дуйсбурга и «Мюнхен-1860». Носил псевдонимы Аякс и Менци. В 1907 году дважды улучшал рекорд Германии в прыжках в длину, доведя его с 6,56 до 6,80 метра. В 1911 году установил национальный рекорд в беге на 110 метров с барьерами — 16,4 секунды. В юности также играл в футбол в Дуйсбурге, Бохольте и Мюнхене.
В 1908 году вошёл в состав сборной Германии на летних Олимпийских играх в Лондоне. В беге на 100 метров занял последнее, 5-е место в четвертьфинале, показав результат 12,0 секунды, уступив 0,8 секунды попавшему в полуфинал с 1-го места Нейту Шерману из США. В прыжках в длину не сделал ни одной зачётной попытки. Также был заявлен в беге на 200 метров и прыжках в длину с места, но не вышел на старт.
В 1912 году вошёл в состав сборной Германии на летних Олимпийских играх в Стокгольме. В беге на 110 метров с барьерами занял 2-е место в четвертьфинале, показав результат 17,0. В полуфинале стал 2-м с результатом 15,9, уступив 0,5 секунды попавшему в финал с 1-го места Джону Николсону из США. Также был заявлен в прыжках в длину, но не вышел на старт.
По профессии был врачом. Участвовал в Первой мировой войне, служил хирургом 5-го уланского и 7-го пехотного полков германской армии. В конце войны получил огнестрельное ранение лица, однако продолжал работу.
Умер 26 января 1919 года в немецком городе Дюссельдорф из-за ран, полученных на войне. Фон Бённингхаузен считается последним участником Олимпиады, погибшим в результате Первой мировой войны.

## Личные рекорды
- Бег на 100 метров — 11,1 (1907)[1]
- Бег на 110 метров с барьерами — 15,9 (1912)[1]